# Prez-vers-Noréaz
Pour les articles homonymes, voir Prez (homonymie).
Prez-vers-Noréaz est une localité et une ancienne commune suisse du canton de Fribourg, située dans le district de la Sarine.

## Histoire
Le 1er janvier 2020, Prez-vers-Noréaz a fusionné avec ses voisines de Corserey et Noréaz pour former la commune de Prez.

## Géographie
Prez-vers-Noréaz mesure 568 ha. 8,8 % de cette superficie correspond à des surfaces d'habitat ou d'infrastructure, 72,2 % à des surfaces agricoles, 18,9 % à des surfaces boisées et 0,2 % à des surfaces improductives.

## Population et société

### Surnoms
Les habitants de la localité sont surnommés les Grelets, soit les grillons en patois fribourgeois, et les Bourdons.

### Démographie
Prez-vers-Noréaz compte 1 100 habitants en 2022. Sa densité de population atteint 194 hab./km2.
Le graphique suivant résume l'évolution de la population de Prez-vers-Noréaz entre 1850 et 2008 :